# Propylenoxid
Propylenoxid (systematický název epoxypropan) je organická sloučenina s funkčním vzorcem CH3CHCH2O. Tato bezbarvá těkavá kapalina se průmyslově vyrábí ve velkých množstvích, hlavní oblastí použití je výroba polyetherových polyolů pro polyuretanové plasty. Jedná se o chirální epoxid, běžně se používá racemická směs.
Sloučenina se někdy označuje jako 1,2-propylenoxid (1,2-epoxypropan) kvůli odlišení od svého izomeru 1,3-propylenoxidu známějšího jako oxetan.

## Výroba
Průmyslová výroba propylenoxidu začíná propylenem. Používají se dva obecné postupy, jeden je založen na hydrochloraci a druhý na oxidaci. V roce 2005 se zhruba polovina světové produkce vyráběla chlorhydrinovou technologií a polovina oxidační cestou. Druhý z postupů postupně nabývá na významu.

### Hydrochlorační cesta
Tradičním postupem je konverze propylenu na chlorpropanoly:
Reakcí vzniká směs 1-chlor-2-propanolu a 2-chlor-1-propanolu, která se následně dehydrochloruje. Například:
Často se pro pohlcování chloru používá vápno.

### Kooxidace propylenu
Druhou obecnou cestou je kooxidace organických sloučenin propylen s isobutenem nebo ethylbenzenem. Za přítomnosti katalyzátoru probíhá vzdušná oxidace propylenu s ethylbenzenem takto:
CH3CH=CH2 + Ph-CH2CH3 + O2 → CH3CHCH2O + Ph-CH=CH2 + H2O
Koprodukty těchto reakcí, t-butylalkohol nebo styren, jsou užitečnými surovinami pro jiné produkty. Například t-butylalkohol reaguje s methanolem na MTBE, aditivum do benzinu. Před zavedením zákazu MTBE byla hlavní výrobní cestou výroba z isobutenu a propylenu.

### Oxidace propylenu
V dubnu 2003 byla (ve firmě Sumitomo Chemical, v první japonské továrně na výrobu propylenoxidu) do komerčního provozu uvedena nová metoda založená na oxidaci kumenu bez významné produkce jiných látek. Tato metoda je variací procesu POSM (kooxidace), užívající kumenhydroperoxid namísto ethylbenzenhydroperoxidu a recykluje koprodukt (alfa-hydroxykumen) dehydratací a hydrogenací zpět na kumen.
V procesu HPPO vyvinutém firmami BASF a Dow Chemical se propylen oxiduje peroxidem vodíku:
CH3CH=CH2 + H2O2 → CH3CHCH2O + H2O
V tomto procesu nevznikají žádné vedlejší produkty kromě vody. Zahájení výroby bylo plánováno od roku 2008 v Antverpách.

## Použití
Přibližně 60 až 70 % propylenoxidu se převádí na polyetherpolyoly pro výrobu polyuretanových plastů. Asi 20 % se hydrolyzuje na propylenglykol v procesu urychlovaném kyselým nebo zásaditým katalyzátorem. Dalšími důležitými produkty jsou polypropylenglykol, propylenglykolethery a propylenkarbonát.

### Historická a okrajová použití
Dříve se propylenoxid používal jako závodní palivo, jeho použití však bylo pravidly National Hot Rod Association z bezpečnostních důvodů zakázáno. Používá se také v termobarických zbraních a při plynové likvidaci mikrobů.

#### Plynová dezinfekce
Americká FDA schválila od 1. září 2007 použití propylenoxidu k pasterizaci syrových mandlí, a to po řadě incidentů s kontaminací mandlí salmonelou v sadech.

#### Čiřidlo
Propylenoxid se běžně používá při preparaci biologických vzorků pro elektronovou mikroskopii. Aplikuje se při čiření vzorků alkoholu použitého pro dehydrataci. Proces lze rozdělit do dvou fází; v první se stejné objemy ethanolu a propylenoxidu přidají na 5 minut, poté se čtyřikrát aplikuje čistý propylenoxid, pokaždé na 10 minut.

## Bezpečnost
Propylenoxid je pravděpodobný lidský karcinogen.